# Pouillot de Claudia
Phylloscopus claudiae
Espèce
Répartition géographique
Statut de conservation UICN

 LC  : Préoccupation mineure
Le Pouillot de Claudia (Phylloscopus claudiae) est une espèce de passereaux de la famille des Phylloscopidae.
Son nom est dédié à Claudia Bernadine Elisabeth Hartert née Endris (1863-1958), épouse de l'ornithologue Ernst Hartert.
Cet oiseau niche à travers le centre-est de la Chine ; il hiverne à travers le Yunnan, le nord de l'Indochine et le nord-est de l'Asie du Sud.